# جامعة الكلية الحكومية في لاهور
جامعة الكلية الحكومية في لاهور (بالإنجليزية: Government College University)‏ هي جامعة عامة، تأسست في 1857، في باكستان.

## معرض صور

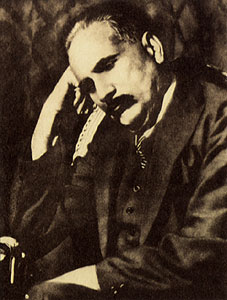
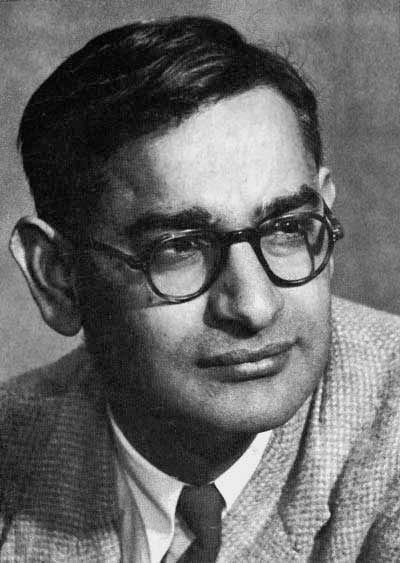
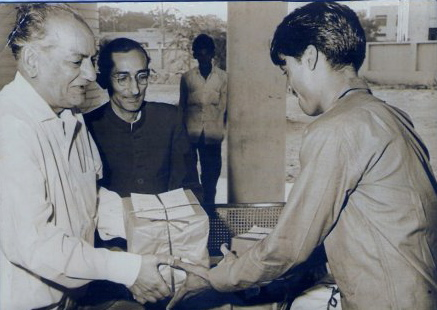
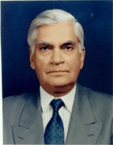
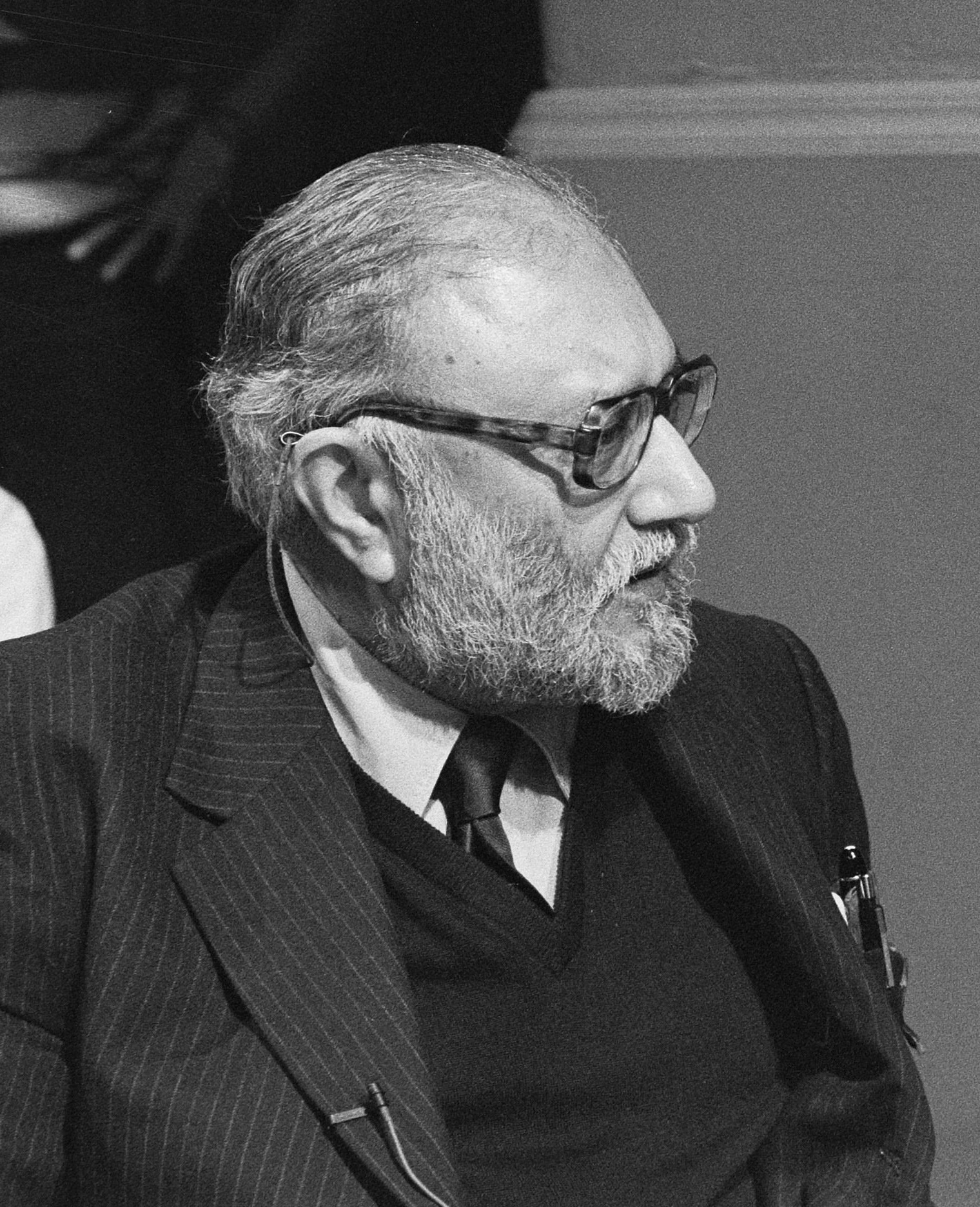